# Peter Punk vs. Moravagine
Peter Punk vs. Moravagine è uno split album dei Peter Punk e dei Moravagine, pubblicato nel 2001, in cui i due gruppi interpretano sei canzoni a testa.

## Tracce
1. Nostradamus - 2:21(Peter Punk)
2. Vuoi di più - 4:08 (PP)
3. Criminale - 2:09 (PP)
4. Antieroi - 2:36 (PP)
5. Senza regole - 3:00 (PP)
6. T.a.r.p.a.p - 2:22 (PP)
7. Callin' Back - 2:47 (Moravagine)
8. Terror Natale - 1:59 (M)
9. Solamente un attimo - 2:46 (M)
10. Che colpa abbiamo noi - 1:31 (M)
11. Senza te - 2:38 (M)
12. Ma che fortuna 1:59 (M)

## Formazione
Peter Punk
- Nicolò Gasparini - voce, chitarra
- Andrea Lorenzon - basso
- Stefano Fabretti - chitarra
- Nicola Brugnaro - batteria

Moravagine
- Pablo (Paolo Bertoncello) - cantante
- Houselong (Andrea Pegoraro) - chitarra, cantante
- Sbruffone (Tony Cavaliere) - batteria
- Page (Alessandro Andolfo) - chitarra
- Geboh (Daniele) - basso